# Barbara Windsor
Barbara Windsor DBE, född Barbara Ann Deeks 6 augusti 1937 i Shoreditch, Hackney, död 10 december 2020 i London var en brittisk skådespelerska och sångerska.
Windsor är mest känd för sina roller i Carry On-filmerna och BBC:s såpopera Eastenders.

## Filmografi i urval
- 1959 – Make Mine a Million
- 1960 – För het att ta på
- 1963 – Sparvar kan inte sjunga
- 1964 – Crooks in Cloisters
- 1964 – Nu tar vi spionen
- 1965 – En studie i skräck
- 1968 – Chitty Chitty Bang Bang
- 1968 – Krutgubbar (TV-serie)
- 1971 – Kom igen Henry
- 1971 – The Boy Friend
- 1977 – That's Carry On!
- 1988 – It couldn't happen here
- 1994–2016 – Eastenders (TV-serie)
- 2006 – Doctor Who (TV-serie)
- 2010 – Alice i Underlandet (röst)
- 2016 – Alice i Spegellandet (röst)